# Valkyria Chronicles 4
Valkyria Chronicles 4 (En español Crónicas Valquiria 4) es un videojuego de rol táctico desarrollado y publicado por la empresa Sega. Fue lanzado en todo el mundo para las plataformas PlayStation 4, Xbox One, Nintendo Switch y PC en marzo de 2018.

## Modo de Juego
Valkyria Chronicles 4 es un videojuego de estrategia al estilo de los primeros tres juegos de la serie Valquiria. Presenta una nueva clase de soldado conocida como Granadero, que puede disparar proyectiles de mortero contra los enemigos. Si los soldados aliados están presentes para dar información sobre el campo de batalla, pueden disparar sin ser vistos por fuerzas hostiles.
Se implementa el sistema de Valentía, que se usa cuando un soldado aliado muere o está casi muerto. Cuando se usa, los jugadores pueden consumir 1 CP e incrementar las estadísticas de unidades aliadas con la habilidad "Confiar" o pueden restaurar 1 AP con la habilidad de moverse y atacar mientras son invulnerables para una acción con la habilidad "Levantarse".

## Argumento
Valkyria Chronicles 4 tiene lugar en el mismo período de tiempo que el Valkyria Chronicles original, pero se centra en un nuevo elenco de personajes. Se desarrolla en el continente de Europa, donde se libra la Segunda Guerra Europea, entre la Federación Atlántica y la Alianza Imperial Oriental. En un último esfuerzo por terminar la guerra y capturar la capital imperial, la Federación ejecuta la Operación Cruz del Norte; como parte de ello, el comandante Claude Wallace y sus amigos en el Escuadrón E son enviados a luchar contra los soldados imperiales y el Valkyria.

## Desarrollo
El juego es producido por Kei Mikami, quien estuvo involucrado en la producción de Valkyria Revolution, y dirigido por Kohei Yamashita. La partitura del videojuego fue escrita por el compositor de series Hitoshi Sakimoto, con el tema principal, "Light Up My Life", compuesta por Shilo y escrita e interpretada por Mai Kuraki.
El desarrollo comenzó alrededor de finales de 2015, después de que Yamashita terminara de planificar el proyecto. Desde el principio, los desarrolladores tenían el objetivo de construir una audiencia mundial para la serie Valkyria Chronicles, con el concepto de volver al estilo del juego original de Valkyria Chronicles mientras desarrollas los desarrollos de los juegos posteriores de la serie: mientras que los videojuegos de PlayStation Portable Valkyria Chronicles II y III se han desarrollado específicamente teniendo en cuenta la audiencia japonesa debido a la popularidad de la plataforma en esa región, con personajes "fantásticos" y un entorno escolar, Valkyria Chronicles 4 usa un entorno militar más sólido con personajes destinados a sentirse como personas reales. En preparación para el juego, el equipo de desarrollo estudió los registros de las tropas de la Segunda Guerra Mundial y los utilizó como material de referencia. Como parte del proyecto, los desarrolladores comenzaron con el desarrollo de Valkyria Chronicles Remastered para PlayStation 4, para permitir a los jugadores experimentar el juego de la serie principal en una plataforma moderna. Mikami declara que el juego toca lo que estaba sucediendo con el resto de Europa durante la guerra.
Se ha programado la publicación de un paquete de Contenidos descargables con un 10th Aniversario Memorial Pack, que incluye un CD de 25 pistas de la banda sonora que incluye canciones de los cuatro juegos principales.

## Promoción
Para promover el lanzamiento del videojuego, Sony ha anunciado una consola PS4 de edición limitada con un modelo de 500GB por 33,480 yenes y un modelo de 1TB por 38,480 yenes más impuestos.